# Queen’s Square
Queen’s Square – jednomandatowy okręg wyborczy w wyborach do Izby Reprezentantów, niższej izby parlamentu Belize. Obecnym reprezentantem tego okręgu jest polityk Zjednoczonej Partii Demokratycznej Dean Barrow, urzędujący premier, który sprawuje mandat posła od początku istnienia okręgu.
Okręg Queen’s Square znajduje się dystrykcie Belize, w południowej części miasta Belize City.
Utworzony został w roku 1984, jako jeden z dziesięciu nowych okręgów wyborczych powstałych na potrzeby pierwszych wyborów w niepodległym Belize.

## Posłowie
| Rok   | Poseł       |  | Partia |
| ----- | ----------- |  | ------ |
| 1984  | Dean Barrow |  | UDP    |
| 1989  | Dean Barrow |  | UDP    |
| 1993  | Dean Barrow |  | UDP    |
| 1998  | Dean Barrow |  | UDP    |
| 2003  | Dean Barrow |  | UDP    |
| 2008. | Dean Barrow |  | UDP    |
| 2012  | Dean Barrow |  | UDP    |